# Конволют
Конволю́т (от лат. convolutus — свёрнутый, сплетённый) — сборник, скомпонованный его собственником из различных самостоятельных изданий других авторов (книг, брошюр, журналов, оттисков статей) или рукописей и переплетённый в отдельную книгу. В некоторых случаях составитель помещает в конволют интересующие его материалы, вырезанные из журналов, реже книг, газет. Раньше слово конволют обычно применяли по отношению к сборникам разнородного материала, позднее оно утвердилось по отношению к тематическим подборкам.

## История
Слово «конволют», как правило, использовалось по отношению к сборникам самого разнообразного содержания, не объединённым общностью тематики или иными определёнными признаками. Принципы составления таких конволютов сегодня объяснить не всегда возможно. В качестве наглядной иллюстрации для подобного рода конволютов в истории русской книги можно назвать знаменитый рукописный сборник с единственным списком «Слова о полку Игореве», писанным полууставом XV века на листах большого формата. Заключённый в цельнокожаный переплет с медными застежками, он включал в себя ещё ряд рукописей, разных по возрасту и содержанию: «Сказание об Индии богатой», «Хронограф», «Повесть об Акире Премудром» и др. Найденный в 90-х годах XVIII века в Спасо-Ярославском монастыре графом А. И. Мусиным-Пушкиным, этот конволют погиб в 1812 году при пожаре Москвы.
Подобные конволюты, собиравшие под своей обложкой абсолютно разные по духу произведения, нередко составляли рыночные букинисты дореволюционной России для придания сборнику солидности и прибавки в весе, так как старые книги в XIX веке во многих случаях продавались на пуды.
Однако чаще всего в букинистической практике встречаются конволюты, подобранные по принципу общей тематики. Как правило, их делали библиофилы. Специалистам хорошо знакомы, к примеру, конволюты П. А. Ефремова, библиофила, литературоведа, редактора и издателя. В качестве основы для своих конволютов он обычно брал тома сочинений писателей, к которым присоединял всевозможные дополнения (журнальные, газетные вырезки, отдельные оттиски статей, рецензии, портреты, иконографический материал и т. п.). Иногда он вносил туда исправления и дополнительные разъяснения, вписывая их собственноручно в текст или на отдельные листы. Для таких конволютов Ефремов просил изготовить специальную печатную обложку, в результате чего на свет появлялся единственный и неповторимый экземпляр. Действуя таким образом, он не раз вводил в заблуждение исследователей книги и собирателей, как современных ему, так и позднейшего времени.
По одному лишь А. С. Пушкину у П. А. Ефремова было двадцать больших конволютов, местонахождение которых установить в наши дни не удалось. Известны конволюты Ефремова, составленные из запрещенных стихов разных лет, — богатейшие собрания бесцензурной поэзии. Существует конволют Ефремова, состоящий из книготорговых каталогов антикварной книжной торговли М. Н. Николаева, В. Г. Готье и Л. Ф. Мелина за разные годы, хранящийся в Российской государственной библиотеке. В каталоге Мелина имеются многочисленные карандашные пометки, вероятно, самого П. А. Ефремова, а на самой обложке выписаны номера позиций. В конволюте присутствует письмо петербургского антиквара М. Николаева, в котором он просит П. А. Ефремова зайти к нему в магазин для просмотра книг и журналов (датируется 26 сентября 1881 года). Переплёт книги состоит из кожи с бумагой, а корешок, на котором имеются инициалы библиофила, украшает золотое тиснение, кроме того на внутренней крышке приклеен экслибрис П. А. Ефремова.
Конволюты П. А. Ефремова, как и всю его библиотеку, отличает наличие справочного аппарата, нередко присоединяемого к книгам и периодическим изданиям. Эти сведения в числе прочего раскрывают анонимы и псевдонимы, что без помощи Ефремова иногда было бы невозможным. Уникальная библиотека Ефремова была куплена Пушкинским домом не полностью, её значительная часть разошлась по мелким букинистам.
Из тематических конволютов в основном была составлена библиотека историка М. Д. Хмырова (1830—1872). Как утверждает П. Н. Берков, Хмыров был первым или одним из первых, кто стал с этой целью делать вырезки из журналов, газет и альманахов (более двенадцати тысяч названий за 1755—1866 годы). Его конволюты снабжены бумажной обложкой, а на её лицевой стороне точно указан источник, из которого взята та или иная статья. После кончины Хмырова его библиотеку приобрёл Московский исторический музей.
Известные конволюты библиографа В. И. Межова (1830—1894), представляющие научный интерес, также относятся к тематическим. В их числе так называемый «Туркестанский сборник» (1878—1888), включающий 416 томов брошюрных изданий, оттисков статей из периодических изданий, вырезок и трёхтомный систематический и алфавитный указатель. Этот конволют хранится в Национальной библиотеке Узбекистана имени Алишера Навои.
На сегодняшний день число конволютов, находящихся в музеях и библиотеках, огромно, а их состав весьма разнообразен. Довольно часто конволюты помогают найти очень редкие и ценные издания.